# Ole Humpich

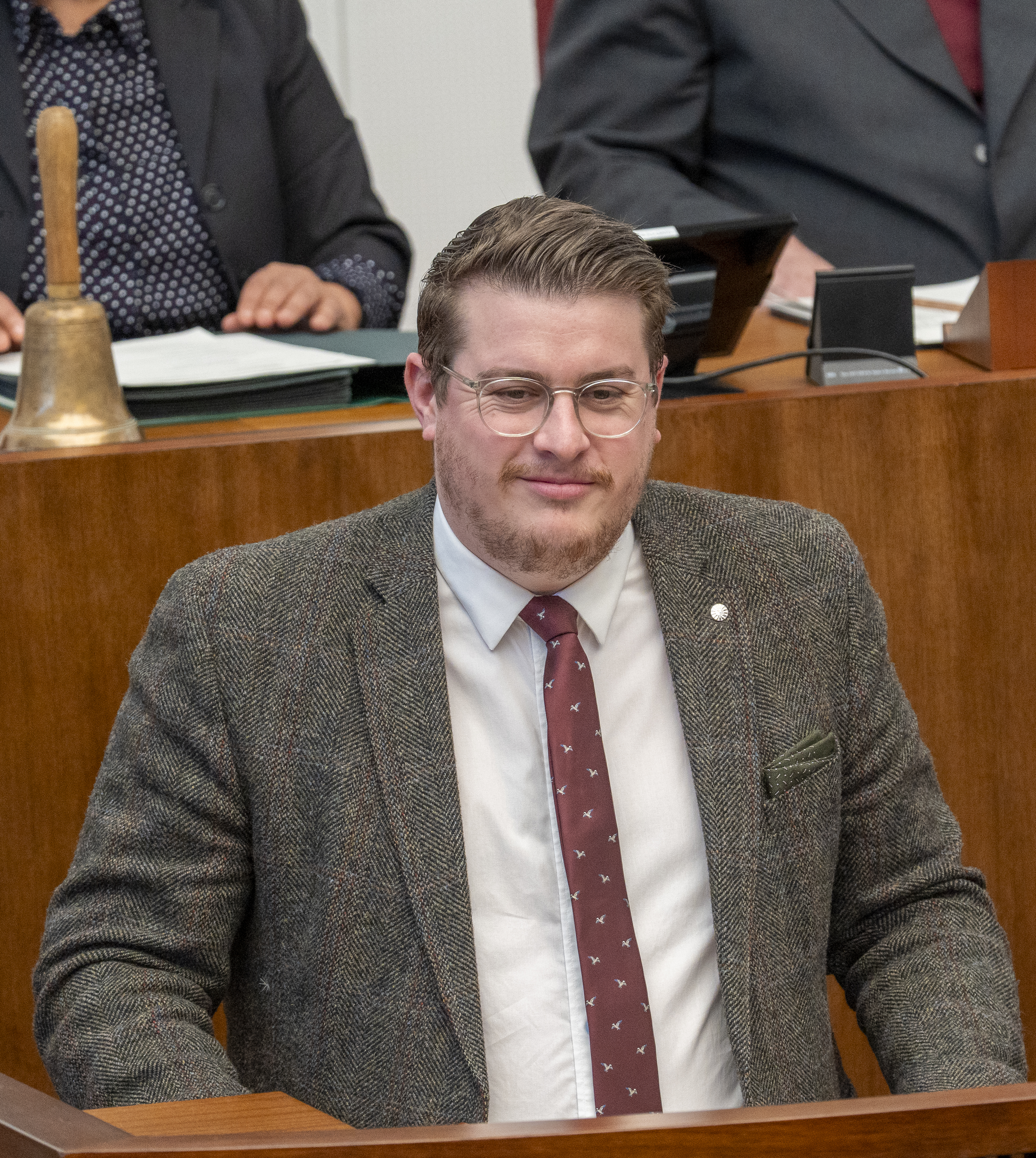
Ole Humpich (2025)

Ole Humpich (* 9. September 1995 in Lüneburg) ist ein Bremer Politiker (FDP) und seit 2023 Mitglied der Bremischen Bürgerschaft.

## Leben
Humpich wuchs in Bremen auf und absolvierte nach dem Fachabitur eine kaufmännische Ausbildung im Groß- und Außenhandel. Er war ab 2017 im Vertrieb für Außenwerbung tätig. Seit 2021 ist er Miteigentümer einer Marketingagentur.

## Partei und Politik
Humpich gehört als Beisitzer dem erweiterten Bremer Landesvorstand seiner Partei an. Ebenfalls ist er Kreisverbandsvorsitzender Links der Weser der Bremer FDP. Bei der Bürgerschaftswahl in Bremen 2023 erhielt er über die Landesliste Bremen ein Abgeordnetenmandat in der Bremischen Bürgerschaft. Seit 2024 ist er dort stellvertretender Fraktionsvorsitzender.